# Mac OS X v10.5
Mac OS X 10.5 Leopard är ett Unix-operativsystem av Apple, lanserat 26 oktober 2007. Från början var det meningen att Mac OS X 10.5 Leopard skulle komma under sommaren 2007 men tillverkaren Apple påstod att satsningen på Iphone försenat operativsystemet. Bland nyheter jämfört med Mac OS 10.4 Tiger återfinner man bland annat Time Machine som är ett datorprogram för säkerhetskopiering. Vidare kan Leopard läsa filsystemet ZFS, dock inte skriva till ZFS-formaterade lagringsmedium. Detta trots att Suns VD Jonathan Schwartz redan den 6 juni 2007 antydde att ZFS till och med skulle vara det förvalda filsystemet vid nyinstallation. Istället är HFS+ fortfarande det förvalda filsystemet. Operativsystemet skeppas med den första skarpa versionen av Boot Camp, som medger installation och användning av Microsoft Windows XP och Windows Vista på Intel-baserade Macintoshdatorer, utan att man behöver använda tredjepartsprogram för virtualisering.
Sedan version 10.5 är Mac OS X UNIX03-certifierat av The Open Group.

## Nytt Skrivbord
I Mac OS X Leopard har skrivbordet fått en ny design. Menyraden har fått ett halvtransparent utseende för att matcha användarens egna bakgrundsbilder. Den så kallade dock har också fått ett nytt pseudo-3D-utseende som reflekterar resten av användarens skrivbord. En ny funktion i dock är Stacks. Stacks samlar flera av användarens filer under en ikon.

## Finder
I den nya versionen av Finder kan man förhandsvisa sina filer i så kallat Cover Flow-läge, eller snabbt öppna filerna med nya programmet Quick Look. Sidomenyn i Finder är också omgjord så att den mer liknar Itunes sidomeny.

## Time Machine
Time Machine är ett program som säkerhetskopierar alla filer så att de snabbt kan återställas i händelse av att en hårddisk fallerar eller användaren i misstag raderat dem. Man kan antingen återställa hela hårddiskar, eller enstaka filer.

## Spaces
Med Spaces kan man skapa en egen plats för allt. Det är som att ha flera skrivbord att arbeta på: ett skrivbord för varje sak man arbetar med. Man kan spela datorspel i ett, skapa en webbsida i ett, redigera foton i ett annat, och så vidare. Denna funktion fungerar ungefär som arbetsyta-bytaren (kallad Workspaces) i GNU/Linux-skrivbordsmiljöerna GNOME och KDE.

## Utmärkelser
När amerikanska PC Magazine testade Mac OS X Leopard kom de fram till att det för de flesta användare då var det bästa operativsystemet som någonsin funnits på marknaden.